# بتس وای کوئد
بتس وای کوئد (به انگلیسی: Betws-y-Coed) یک منطقهٔ مسکونی در بریتانیا است که در شهرستان مستقل کانوی واقع شده‌است. بتس وای کوئد ۵۶۴ نفر جمعیت دارد.